# Campeonato Europeo de Natación de 1991
El XX Campeonato Europeo de Natación se celebró en Atenas (Grecia) entre el 17 y el 25 de agosto de 1991 bajo la organización de la Liga Europea de Natación (LEN) y la Federación Helénica de Natación.
Las competiciones de natación, natación sincronizada, saltos y waterpolo se realizaron en el Centro Acuático Olímpico de la capital griega.

## Resultados de natación

### Masculino
| Evento                   | Oro                                                                              | Plata                                                                                      | Bronce                                                                               |
| ------------------------ | -------------------------------------------------------------------------------- | ------------------------------------------------------------------------------------------ | ------------------------------------------------------------------------------------ |
| 50 m libre               | Nils Rudolph · Alemania · 22,33                                                  | Gennadi Prigoda URSS 22,44                                                                 | Mike Fibbens Reino Unido Vladimir Tkachenko URSS 22,72                               |
| 100 m libre              | Alexandr Popov URSS 49,18                                                        | Nils Rudolph · Alemania · 49,52                                                            | Giorgio Lamberti · Italia · 49,57                                                    |
| 200 m libre              | Artur Wojdat · Polonia · 1:48,10                                                 | Giorgio Lamberti · Italia · 1:48,15                                                        | Roberto Gleria · Italia · 1:48,74                                                    |
| 400 m libre              | Evgeni Sadovi URSS 3:49,02                                                       | Artur Wojdat · Polonia · 3:49,09                                                           | Giorgio Lamberti · Italia · 3:50,46                                                  |
| 1500 m libre             | Jörg Hoffmann · Alemania · 15:02,57                                              | Ian Wilson Reino Unido 15:03,72                                                            | Sebastian Wiese · Alemania · 15:14,30                                                |
| 100 m espalda            | Martín López Zubero · España · 55,30                                             | Dirk Richter · Alemania · 56,04                                                            | Franck Schott Francia 56,29                                                          |
| 200 m espalda            | Martín López Zubero · España · 1:58,66                                           | Dirk Richter · Alemania · Vladimir Selkov · URSS · 2:00,18                                 |                                                                                      |
| 100 m braza              | Norbert Rózsa · Hungría · 1:01,49                                                | Adrian Moorhouse Reino Unido 1:01,88                                                       | Gianni Minervini · Italia · 1:02,41                                                  |
| 200 m braza              | Nick Gillingham Reino Unido 2:12,55                                              | Norbert Rózsa · Hungría · 2:12,58                                                          | Sergio López Miró · España · 2:13,40                                                 |
| 100 m mariposa           | Vladislav Kulikov URSS 54,22                                                     | Martín López Zubero · España · 54,30                                                       | Nils Rudolph · Alemania · 54,31                                                      |
| 200 m mariposa           | Franck Esposito Francia 1:59,59                                                  | Rafał Szukała · Polonia · 2:01,01                                                          | Christophe Bordeau Francia 2:01,25                                                   |
| 200 m cuatro estilos     | Lars Sørensen Dinamarca 2:02,63                                                  | Christian Gessner · Alemania · 2:02,66                                                     | Luca Sacchi · Italia · 2:02,93                                                       |
| 400 m cuatro estilos     | Luca Sacchi · Italia · 4:17,81                                                   | Patrick Kühl · Alemania · 4:17,85                                                          | Christian Gessner · Alemania · 4:19,16                                               |
| 4 X 100 m libre          | URSS Pavel Jnykin Gennadi Prigoda Veniamin Tayanovich Alexandr Popov 3:17,11     | Alemania · Silko Günzel · Nils Rudolph · Steffen Zesner · Dirk Richter · 3:18,31           | Suecia · Tommy Werner · Göran Titus · Anders Holmertz · Lars-Ove Jansson · 3:20,42   |
| 4 X 200 m libre          | URSS Dmitri Lepikov Vladimir Pyshnenko Veniamin Tayanovich Evgeni Sadovi 7:15,96 | Italia · Emanuel Idini · Roberto Gleria · Stefano Battistelli · Giorgio Lamberti · 7:18,30 | Alemania · Steffen Zesner · Uwe Dassler · Christian Keller · Jörg Hoffmann · 7:19,13 |
| 4 X 100 m cuatro estilos | URSS Vladimir Selkov Dmitri Volkov Viacheslav Kulikov Alexandr Popov 3:40,68     | Francia Franck Schott Cédric Penicaud Bruno Gutzeit Christophe Kalfayan 3:42,15            | Hungría · Tamás Deutsch · Norbert Rózsa · Péter Horváth · Béla Szabados · 3:42,35    |

### Femenino
| Evento                   | Oro | Plata                                                                                  | Bronce                                                                                            |
| ------------------------ | --- | -------------------------------------------------------------------------------------- | ------------------------------------------------------------------------------------------------- |
| 50 m libre               | Simone Osygus · Alemania · 25,80                                                                       | Catherine Plewinski Francia 25,84                                                      | Inge de Bruijn · Países Bajos · 25,91                                                             |
| 100 m libre              | Catherine Plewinski Francia 56,20                                                                      | Karin Brienesse · Países Bajos · 56,44                                                 | Simone Osygus · Alemania · 56,47                                                                  |
| 200 m libre              | Mette Jacobsen Dinamarca 2:00,29                                                                       | Catherine Plewinski Francia 2:00,34                                                    | Luminita Dobrescu · Rumania · 2:01,77                                                             |
| 400 m libre              | Irene Dalby · Noruega · 4:11,63                                                                        | Beatrice Căslaru · Rumania · 4:12,33                                                   | Cristina Sossi · Italia · 4:12,35                                                                 |
| 800 m libre              | Irene Dalby · Noruega · 8:32,08                                                                        | Jana Henke · Alemania · 8:32,25                                                        | Cristina Sossi · Italia · 8:33,79                                                                 |
| 100 m espalda            | Krisztina Egerszegi · Hungría · 1:00,31                                                                | Tünde Szabó · Hungría · 1:01,11                                                        | Dagmar Hase · Alemania · 1:02,41                                                                  |
| 200 m espalda            | Krisztina Egerszegi · Hungría · 2:06,62                                                                | Tünde Szabó · Hungría · 2:11,42                                                        | Dagmar Hase · Alemania · 2:12,21                                                                  |
| 100 m braza              | Elena Rudkovskaya URSS 1:09,05                                                                         | Svetlana Bondarenko URSS 1:09,99                                                       | Tania Dangalakova Bulgaria 1:10,12                                                                |
| 200 m braza              | Elena Rudkovskaya URSS 2:29,50                                                                         | Beatrice Căslaru · Rumania · 2:32,00                                                   | Tania Dangalakova Bulgaria 2:32,09                                                                |
| 100 m mariposa           | Catherine Plewinski Francia 1:00,32                                                                    | Inge de Bruijn · Países Bajos · 1:01,64                                                | Therese Lundin · Suecia · 1:01,80                                                                 |
| 200 m mariposa           | Mette Jacobsen Dinamarca 2:12,87                                                                       | Sabine Herbst · Alemania · 2:14,72                                                     | Berit Puggaard Dinamarca 2:14,80                                                                  |
| 200 m cuatro estilos     | Daniela Hunger · Alemania · 2:15,53                                                                    | Beatrice Căslaru · Rumania · 2:16,68                                                   | Marion Zoller · Alemania · 2:17,43                                                                |
| 400 m cuatro estilos     | Krisztina Egerszegi · Hungría · 4:39,78                                                                | Beatrice Căslaru · Rumania · 4:44,67                                                   | Ewa Synowska · Polonia · 4:47,92                                                                  |
| 4 X 100 m libre          | Países Bajos · Diana van der Plaats · Inge de Bruijn · Marieke Mastenbroek · Karin Brienesse · 3:45,36 | Alemania · Daniela Hunger · Katrin Meißner · Dagmar Hase · Simone Osygus · 3:45,54     | Dinamarca Mette Nielsen Gitta Jensen Berit Puggaard Mette Jacobsen 3:46,36                        |
| 4 X 200 m libre          | Dinamarca Annette Poulsen Gitta Jensen Berit Puggaard Mette Jacobsen 8:05,90                           | Alemania · Dagmar Hase · Manuela Stellmach · Simone Osygus · Heike Friedrich · 8:10,26 | Países Bajos · Ellen Elzerman · Baukje Wiersma · Diana van der Plaats · Karin Brienesse · 8:13,97 |
| 4 X 100 m cuatro estilos | URSS Natalia Krupskaya Elena Rudkovskaya Elena Kononenko Evgenia Yermakova 4:08,55                     | Alemania · Dagmar Hase · Sylvia Gerasch · Katrin Meißner · Simone Osygus · 4:10,10     | Países Bajos · Ellen Elzerman · Kira Bulten · Inge de Bruijn · Karin Brienesse · 4:14,03          |

### Medallero
| Núm. | País         | Oro | Plata | Bronce | Total |
| ---- | ------------ | --- | ----- | ------ | ----- |
| 1    | URSS         | 9   | 3     | 1      | 13    |
| 2    | Alemania     | 4   | 11    | 8      | 23    |
| 3    | Hungría      | 4   | 3     | 1      | 8     |
| 4    | Dinamarca    | 4   | 0     | 2      | 6     |
| 5    | Francia      | 3   | 3     | 2      | 8     |
| 6    | España       | 2   | 1     | 1      | 4     |
| 7    | Noruega      | 2   | 0     | 0      | 2     |
| 8    | Italia       | 1   | 2     | 7      | 10    |
| 9    | Países Bajos | 1   | 2     | 3      | 6     |
| 10   | Polonia      | 1   | 2     | 1      | 4     |
| 10   | Reino Unido  | 1   | 2     | 1      | 4     |
| 12   | Rumania      | 0   | 4     | 1      | 5     |
| 13   | Bulgaria     | 0   | 0     | 2      | 2     |
| 13   | Suecia       | 0   | 0     | 2      | 2     |
|      | TOTAL        | 32  | 33    | 32     | 97    |

## Resultados de saltos

### Masculino
| Evento          | Oro                              | Plata                                 | Bronce                                       |
| --------------- | -------------------------------- | ------------------------------------- | -------------------------------------------- |
| Trampolín 1 m   | Andrei Semeniuk URSS 395,19 pts. | Peter Böhler · Alemania · 383,76 pts. | Edwin Jongejans · Países Bajos · 359,64 pts. |
| Trampolín 3 m   | Albin Killat · Alemania · 639,45 | Joakim Andersson · Suecia · 597.03    | Davide Lorenzini · Italia · 596,28           |
| Plataforma 10 m | Vladimir Timoshinin URSS 606,21  | Dmitri Sautin URSS 602,22             | Bobby Morgan Reino Unido 578,67              |

### Femenino
| Evento          | Oro                                   | Plata                         | Bronce                                    |
| --------------- | ------------------------------------- | ----------------------------- | ----------------------------------------- |
| Trampolín 1 m   | Brita Baldus · Alemania · 282,54 pts. | Irina Lashko URSS 269,52 pts. | Conny Schmalfuss · Alemania · 238,50 pts. |
| Trampolín 3 m   | Irina Lashko URSS 524,97              | Vera Ilina URSS 513.03        | Brita Baldus · Alemania · 498.03          |
| Plataforma 10 m | Elena Miroshina URSS 453,90           | Inga Afonina URSS 423,29      | Ute Wetzig · Alemania · 382,47            |

### Medallero
| Núm. | País         | Oro | Plata | Bronce | Total |
| ---- | ------------ | --- | ----- | ------ | ----- |
| 1    | URSS         | 4   | 4     | 0      | 8     |
| 2    | Alemania     | 2   | 1     | 3      | 6     |
| 3    | Suecia       | 0   | 1     | 0      | 1     |
| 4    | Italia       | 0   | 0     | 1      | 1     |
| 4    | Países Bajos | 0   | 0     | 1      | 1     |
| 4    | Reino Unido  | 0   | 0     | 1      | 1     |
|      | TOTAL        | 6   | 6     | 6      | 18    |

## Resultados de natación sincronizada
| Evento | Oro | Plata | Bronce |
| ------ | --- | --- | --- |
| Solo   | Olga Sedakova URSS 180,286 pts. | Christina Thalassinidou · Grecia · 178,800 pts.                                                                                               | Anne Capron Francia 175,820 pts. |
| Dúo    | Olga Sedakova Anna Kozlova URSS 179,572                                                                                                 | Anne Capron Céline Lévêque Francia 174,729 | Marjolijn Both · Tamara Zwart · Países Bajos · 173,351 |
| Equipo | Vera Artemova Yelena Azarova Viktoriya Bashkaeva Yelena Dolzhenko Anna Kozlova Gana Maksimova Olga Pilipchuk Olga Sedakova URSS 178,112 | Anne Capron Marie Caranta Clarisse Chesneau Delphine Le Floch Céline Lévêque Myriam Lignot Isabelle Manable Delphine Maréchal Francia 173,753 | Giada Ballan · Giovanna Burlando · Manuela Carnini · Paola Celli · Simona della Bella · Roberta Farinelli · Loredana Gentilezza · Roberta Guidi · Italia · 171,889 |

### Medallero
| Núm. | País         | Oro | Plata | Bronce | Total |
| ---- | ------------ | --- | ----- | ------ | ----- |
| 1    | URSS         | 3   | 0     | 0      | 3     |
| 2    | Francia      | 0   | 2     | 1      | 3     |
| 3    | Grecia       | 0   | 1     | 0      | 1     |
| 4    | Italia       | 0   | 0     | 1      | 1     |
| 4    | Países Bajos | 0   | 0     | 1      | 1     |
|      | TOTAL        | 3   | 3     | 3      | 9     |

## Resultados de waterpolo
| Evento    | Oro        | Plata        | Bronce |
| --------- | ---------- | ------------ | ------ |
| Masculino | Yugoslavia | España       | URSS   |
| Femenino  | Hungría    | Países Bajos | Italia |

## Medallero total
| Núm. | País         | Oro | Plata | Bronce | Total |
| ---- | ------------ | --- | ----- | ------ | ----- |
| 1    | URSS         | 16  | 7     | 2      | 25    |
| 2    | Alemania     | 6   | 12    | 11     | 29    |
| 3    | Hungría      | 5   | 3     | 1      | 9     |
| 4    | Dinamarca    | 4   | 0     | 2      | 6     |
| 5    | Francia      | 3   | 5     | 3      | 11    |
| 6    | España       | 2   | 2     | 1      | 5     |
| 7    | Noruega      | 2   | 0     | 0      | 2     |
| 9    | Países Bajos | 1   | 3     | 5      | 9     |
| 8    | Italia       | 1   | 2     | 10     | 13    |
| 10   | Reino Unido  | 1   | 2     | 2      | 5     |
| 10   | Polonia      | 1   | 2     | 1      | 4     |
| 13   | Yugoslavia   | 1   | 0     | 0      | 1     |
| 12   | Rumania      | 0   | 4     | 1      | 5     |
| 13   | Suecia       | 0   | 1     | 2      | 3     |
| 13   | Grecia       | 0   | 1     | 0      | 1     |
| 13   | Bulgaria     | 0   | 0     | 2      | 2     |
|      | TOTAL        | 43  | 44    | 43     | 130   |